# Бадигин, Михаил Петрович
Михаил Петрович Бади́гин (21 октября 1923, Суруловка, Симбирская губерния — 5 января 2000, Зеленоград) — командир орудийного расчёта 266-го гвардейского армейского истребительно-противотанкового артиллерийского полка 8-й гвардейской армии 1-го Белорусского фронта, гвардии старший сержант.

## Биография
Родился 21 октября 1923 года в селе Суруловка (ныне — Новоспасского района, Ульяновская область) в семье крестьянина. Чуваш. Окончил 10 классов. Работал в Карасуйском отделении связи Ошской области.
В феврале 1942 году был призван в РККА и направлен в Ташкентское миномётно-пулемётное училище. Прошёл ускоренный курс подготовки, но офицером стать не довелось. В августе 1942 года из-за тяжёлого положения на фронте весь курс был направлен в действующую армию в звании младших сержантов. На Сталинградском фронте Бадигин был зачислен наводчиком 45-миллиметрового противотанкового орудия в противотанковую батарею в 434-й стрелковый полк 169-й стрелковой дивизии.
Боевое крещение принял в ноябре 1942 года, при окружении Сталинградской группировки врага. В одном из боёв заменил раненого командира расчёта, но и сам был ранен. Полгода провел в госпитале. Вернувшись на фронт, был назначен командиром расчёта 57-миллиметрового орудия в 105-м гвардейском отдельном истребительно-противотанковом полку РГК. В августе в бою у станции Барвенково Харьковской области подбил танк «тигр», снова был ранен и на месяц попал в госпиталь.
В сентябре 1943 года уже снова был на передовой. Командовал расчётом 76-миллиметровые пушки ЗИС-3 первого огневого взвода четвёртой батареи 266-го гвардейского армейского истребительно-противотанкового артиллерийского полка. В составе этой части прошёл с боями через Днепр, Южный Буг, Днестр, Вислу, Одер, освобождал Днепропетровск, Апостолово, Одессу, Тирасполь. За бои на правом берегу Днепра получил первую боевую награду — медаль «За отвагу». Член ВКП(б) с 1944 года. Отличился на завершающем этапы войны, в боях на территории Польши и Германии.
8 августа 1944 года в боях на левом берегу Вислы в районе города Магнушев гвардии старший сержант Бадигин, командуя расчётом, подбил три вражеских танка. Был ранен, но продолжал вести бой, в ходе которого поразил до десяти вражеских солдат. Приказом от 19 сентября 1944 года старший сержант Михаил Петрович Бадигин награждён орденом Славы III степени.
19 января 1945 гвардии старший сержант Бадигин при прорыве обороны противника близ города Лодзь подбил и сжег десять повозок с грузом, подавил два пулемёта и истребил отделение солдат противника. Приказом от 4 марта 1945 года гвардии старший сержант Михаил Петрович Бадигин награждён орденом Славы II степени.
Вновь отличился отважный артиллерист на подступах к столице гитлеровской Германии — городу Берлину. 25 апреля 1945 года Михаил Бадигин с расчётом уничтожил свыше взвода гитлеровцев, подавил пять пулемётов и вывел из строя два противотанковых орудия противника. Указом Президиума Верховного Совета СССР от 15 мая 1946 года за образцовое выполнение заданий командования в боях с немецко-фашистскими захватчиками гвардии старший сержант Михаил Петрович Бадигин награждён орденом Славы I степени. Стал полным кавалером ордена Славы.
В октябре 1945 года Бадигин, как имеющий три ранения, был демобилизован. Жил в областном центре Ошской области Киргизии — городе Ош. Работал на шелкокомбинате имени ВЛКСМ начальником отдела технического снабжения. С 1951 года на партийной работе. В 1963 году окончил Высшую партийную школу при ЦК КПСС. С 1979 года — член партийной комиссии Ошского обкома партии.
В 1993 году, после распада СССР, М. П. Бадигин переехал в город-герой Москву. Жил в городе Зеленограде. Скончался 5 января 2000 года. Похоронен на Центральном Зеленоградском кладбище.В городе Ош полному кавалеру ордена Славы установлен бюст.

## Награды
- орден Отечественной войны I степени (6.4.1985)
- орден Красной Звезды (15.5.1945)
- полный кавалер ордена Славы
- медали